# Pług PT-95
Pług PT-95 – radziecka maszyna inżynieryjna stosowana między innymi w Wojsku Polskim.

## Charakterystyka
Pług PT-95 jest przeznaczony do kopania rowów strzeleckich i rowów łączących. Rowy nim kopane mogą być ciągłe lub odcinkowe. W zimie pług można stosować w gruntach zamarzniętych do głębokości 10 cm. Do jego holowania w położeniu roboczym stosuje się ciągnik gąsienicowy o sile ciągu 20–40 ton. Najczęściej stosuje się ciągniki czołgowe lub dwie spycharki gąsienicowe. Wykonany pługiem rów przystosowuje się ręcznie za pomocą sprzętu okopowego do standardu rowu strzeleckiego. Do holowania pługa po drogach wykorzystuje się  samochód ciężarowy. 

## Dane eksploatacyjne pługa
| Parametr                                        | Wartość            |
| ----------------------------------------------- | ------------------ |
| Szybkość transportowa                           | do 50 km/h         |
| Głębokość rowu                                  | 75, 82, 89 i 95 cm |
| Szerokość rowu u góry                           | 100 cm             |
| Szerokość rowu u dołu                           | 30 cm              |
| Wydajność przy zastosowaniu ciągnika czołgowego | do 4,6 km/h        |
| Wydajność przy zastosowaniu 2 spycharek SM-100  | do 1 km/h          |
| Obsługa (wraz z kierowcą)                       | 3 żołnierzy        |